# Rosa Huertas
Rosa Huertas (Madrid, 23 de julio de 1960)[cita requerida] es una escritora española de literatura infantil y juvenil y profesora de educación secundaria y bachillerato por la especialidad de Lengua castellana y literatura.

## Biografía
Es licenciada en Periodismo por la Universidad Complutense de Madrid, en Filología Hispánica por la Universidad de Murcia y Doctora en Ciencias de la Información por la Universidad Complutense de Madrid. Aunque comenzó a escribir a los doce años, principalmente narrativa fantástica y bastante poesía, lo cierto es que no publicó su primer libro hasta los 45 años y su primera obra literaria de ficción hasta 2009. 
Trabaja como profesora de Lengua y Literatura en institutos de educación secundaria de la Comunidad de Madrid. También ha colaborado como asesora literaria en algunas editoriales especializadas en literatura infantil y juvenil, impartido docencia en centros de estudios superiores y dirigido talleres sobre creatividad y animación a la lectura en diversas instituciones.

## Rasgos temáticos y de estilo
Buena parte de su narrativa se caracteriza por la temática histórica y divulgativa, sobre todo ambientada en sus épocas literarias predilectas (Siglo de Oro, el Romanticismo, la Generación del 98 y la del 27) y centrada en grandes figuras de la Historia de la literatura como Miguel Hernández (en su obra Mala luna), Lope de Vega (en Tuerto, maldito y enamorado), Miguel de Cervantes (en Mi vecino Cervantes), Cyrano de Bergerac (en El blog de Cyrano), Mariano José de Larra (en Todo es máscara) o Federico García Lorca (en ¿Qué sabes de Federico?). Por lo general, son novelas dirigidas al público juvenil que conectan el pasado con el presente a través del vínculo de la vida y obra de autores literarios clásicos, mezclando la realidad biográfica y el ambiente histórico en que estos vivieron, con jóvenes personajes de ficción que siguen sus pasos. 
Asimismo, la intriga, los sentimientos y las relaciones y problemáticas de la adolescencia son también ingredientes fundamentales de sus obras, la mayoría de ellas ambientadas en el centro de Madrid, como ocurre por ejemplo con Prisioneros de lo invisible, Un balcón a la libertad, La sonrisa de los peces de piedra o Sombras de la Plaza Mayor. En aras del rigor histórico, el trabajo de documentación previo a la redacción de sus obras resulta fundamental.
Huertas defiende la llamada "literatura de frontera", un "recurso para llegar al lector juvenil hablándole como adulto y ofreciéndole un compromiso de calidad". Sus últimas obras publicadas destacan por su tono feminista; se trata de Mujeres que leían (2019), la primera obra de narrativa para adultos de su producción, y Mujeres de la cultura (2019), esta dirigida al público juvenil y que incluye diez relatos centrados en intelectuales y artistas de la cultura española de finales del siglo XIX y comienzos del XX: Emilia Pardo Bazán, María Teresa León, María Blanchard, Clara Campoamor, María Moliner, Elena Fortún, Concha Méndez, María Zambrano, Carmen de Burgos y María Guerrero.

### Narrativa infantil y juvenil
- Los defensores del mar. Anaya 2024
- El paraíso estuvo aquí (Edelvives 2023)
- La hija del escritor (Edelvives, 2020)
- El penalti más largo del mundo (Roberto Santiago)
- El verano del incendio (Loqueleo, 2020)
- Mujeres de la cultura (Anaya, 2019)
- El juramento de las tres jotas (Edelvives, 2019)
- Un balcón a la libertad (Santillana, 2018)
- ¿Qué sabes de Federico? (Edelvives, 2018)
- Prisioneros de lo invisible (Edelvives, 2017)
- La sonrisa de los peces de piedra (Anaya, 2017)
- Todo es máscara (Anaya, 2016)
- Mi primer libro sobre Cervantes (Anaya, 2016)
- Mi vecino Cervantes (Anaya, 2016)
- Corazón de metal (SM, 2015)
- Sombras de la Plaza Mayor (Edelvives, 2015)
- Theotocópuli. Bajo la sombra del Greco (SM, 2014)
- Los héroes son mentira (Edelvives, 2013)
- La caja de los tesoros (Edelvives, 2012)
- El blog de Cyrano (SM, 2012)
- Tuerto, maldito y enamorado (Anaya, 2010)
- Mala luna (Edelvives, 2009)

### Narrativa para adultos
- El vértigo de los suicidas (Al revés, 2024)
- Mujeres que leían (Sílex, 2019)

### Diario de pandemia
- El tiempo que nos robaron (Tres hermanas, 2021)

### Ensayo
- Poesía popular infantil y creatividad (CCS, 2008)
- Cuentos populares y creatividad (CCS, 2006)

### Obras colectivas
- Como tú (Anaya, 2019).
- Aurora o nunca (Edelvives, 2018)

## Premios y reconocimientos
- Premio Azagal (2018) por Prisioneros de lo invisible.
- XIV Premio Anaya (2017) por La sonrisa de los peces de piedra.
- Premio de la Fundación Cuatrogatos (2017) por La sonrisa de los peces de piedra.
- Premio Ciudad de Cartagena de Novela Histórica (2015) por Theotocópuli. Bajo la sombra del Greco.
- Premio Hache de Literatura Juvenil (2011) por Mala luna.
- X Premio Alandar de Literatura juvenil (2010) por Tuerto, maldito y enamorado.